# Шуман, Карл (архитектор)
Карл Шуман нем. Carl Schumann; 1827—1898) — известный австрийский архитектор.

## Биография
Родился 5 декабря 1827 года в Эсслингене-на-Неккаре.
С 1844 года изучал архитектуру в Политехническом институте в Штутгарте (ныне Штутгартский университет). Был в числе организаторов студенческого братства Verbindung Stauffia, позже — Corps Stauffia. В 1950 году, по завершении учёбы, отправился в Вену, где начал работать в строительной фирме Людвига фон Фёрстера, в числе его первых самостоятельных работ — синагоги в Будапеште и Тимишоаре, административное здание Дунайского пароходства в Будапеште.
С 1857 по 1869 год он возглавлял инженерно-строительный отдел Австро-Венгерской государственной железнодорожной компании. За этот период времени время Шуман осуществил строительство Венского государственного железнодорожного вокзала, ныне известного как Южный вокзал, а также возведение нескольких официальных зданий и многочисленных жилых домов. Над многими из этих работ он сотрудничал с Вильгельмом фон Флаттихом.
В 1869 году Карл Шуман стал директором по строительству и управляющим директором компании Wiener Baugesellschaft, которой руководил до 1898 года. В 1873 году он был назначен в совет её директоров. Там он работал с архитекторами Людвигом Тишлером и Теодором Бахом. Помимо планирования различных отелей, в частности отеля «Метропо́ль» для Всемирной выставки 1873 года в Вене, компания Шумана сосредоточилась на планировании и строительстве представительных домов для сдачи в аренду в центральной части Вены — под его руководством было построено более ста жилых домов, которые до сих пор характеризуют городской пейзаж Вены. Некоторые из них включены в список памятников архитектуры.
Благодаря своему участию в многочисленных советах директоров и комиссиях Вены, Карл Шуман был одной из ключевых фигур в венском сообществе, принимал активное участие в Австрийской ассоциации инженеров и архитекторов. Имел награды, в числе которых Императорский австрийский орден Франца Иосифа.
Умер 29 апреля 1898 года в Вене.
Был женат на Julie Beyer (род. 1837), их дети: Адель (1868—1925), Клара (1870—1911), Фридерика (1878—?).